# Союзлифтмонтаж
Союзлифтмонтаж — советское и российское предприятие, ведущее свою историю с 1949 года. Занимается монтажом и поставкой лифтов.

## История ОАО «Союзлифтомонтаж»
01.02.1949 г. Постановление № 433 Совмина СССР п. 13. Минтяжмашу (Казаков):
а) Организовать при ГУПТМаше монтажную хозрасчётную контору по монтажу и поставке лифтов производства Минтяж.
Председатель Совета министров СССР (И. В. Сталин)
Создана хозрасчётная контора «Союзлифтмонтаж», обеспечившая поставку и монтаж 256 лифтов на семи высотных зданиях в Москве, включая уникальные по тому времени лифты со скоростью движения кабины 2,5—3,0 м/с.
04.08.1953 г. Распоряжение № 10260-Р Совмина СССР.
В конторе «Союзлифтмонтаж» создан проектный отдел.
03.01.1955 г. Постановление № 1 Совмина СССР «Об увеличении производства лифтов».
Реорганизовать хозрасчётную контору «Союзлифтмонтаж» в специализированный союзный трест «Союзлифт», возложив на трест разработку типовых конструкций лифтов, технических условий на изготовление и поставку лифтов, изготовляемых на предприятиях всех министерств и ведомств и получаемых по импорту.
В составе треста — 5 монтажных управлений.
10.05.1957 г. Закон о дальнейшем совершенствовании организации управления промышленностью.
Трест «Союзлифмонтаж» вошёл в состав Главтехмонтажа Минстроя РСФСР.
05.06.1962 г. Приказ № 196 Минстроя РСФСР
Объединить «Союзлифт» с «Союзпроммеханизацией», именовать «Союзлифт» — трест по монтажу лифтов и подвесных канатных дорог.
09.06.1963 г. Постановление № 51 ВСНХ «О мерах по расширению производства лифтов и повышению их качества».
Минстрой РСФСР преобразован в Госмонтажспецстрой СССР.
п.3. Возложить на трест «Союзлифт» функции головной организации:
а) по проектированию новых конструкций лифтов, проведению научно-исследовательских и экспериментальных работ и работ по стандартизации и нормализации;
б) по монтажу лифтовых установок, обеспечению заказами заводов и организации поставок лифтов.
п.5. ГМСС организовать в составе треста «Союзлифт»:
а) ЦПКБ по лифтам со штатом 350 человек и техническую контору по паставке лифтов;
б) опытно-экспериментальный лифтостроительный завод (пос. Щербинка).
30.09.1965 г. Постановление № 728 ЦК КПСС и Совета Министров СССР. Об улучшении управления промышленностью.
Госмонтажспецстрой СССР преобразован в Минмонтажспецстрой СССР.
12.11.1965 г. Постановление № 922 Совмина СССР.
Создано Министерство строительного и дорожного машиностроения СССР, в нём создан трест «Союзлифтмаш», которому переданы функции проектирования и изготовления лифтов.
Трест «Союзлифт» переименован в «Союзлифтмонтаж», на него возложены функции головной организации по монтажу лифтов и подвесных канатных дорог.
Трест определен основным потребителем лифтов в СССР со всеми вытекающими правами и обязанностями.
30.01.1991 г. Трест «Союзлифтмонтаж» преобразован в акционерное общество «Союзлифтмонтаж».
В настоящее время "Союзлифтмонтаж" — ведущая в России организация по монтажу лифтов, подвесных канатных дорог и другого подъёмно-транспортного оборудования как отечественного так и зарубежных фирм-изготовителей.

## В 2009 году организации «Союзлифтмонтаж» исполнилось 60 лет
За 60 лет специалистами «Союзлифтмонтаж» смонтировано и введено в эксплуатацию более 340 000 лифтов на объектах жилищного, гражданского и промышленного строительства на территории бывшего СССР, а также за его рубежами — в Польше, Афганистане, Иране, Ливии, Вьетнаме, Монголии, на Кубе и в ряде других стран.
Наиболее значительные объекты:
- Останкинская телебашня в Москве
- телебашнии в Риге, Таллине, Вильнюсе, Баку, Алма-Ате, Новороссийске, Ташкенте, Тбилиси, Ереване.
- Стартовые сооружения космического комплекса (Байконур).
- Гостиничные комплексы в Дагомысе, Сочи, Пицунде, административные высотные здания во Владивостоке, Екатеринбурге и других областных и краевых центрах.
- Высотные здания Москвы в 1949-53 гг. — МГУ, Министерство Иностранных Дел, Минтрансстрой, на пл. Восстания, на Котельнической набережной, гостиницах «Ленинградская» и «Украина».
- Комплекс зданий в Кремле, Большой Кремлёвский дворец.
- Промышленные гиганты ЗИЛ, КАМАЗ, ВАЗ, ГАЗ, АЗЛК, Новолипецкий, Череповецкий, Оскольский, Новокузнецкий металлургические комбинаты.
- Норильский, Тырныаульский, Лебединский, Депутатский горнообогатительные комбинаты,
- Нерюнгринская обогатительная фабрика.

Вот далеко не полный список объектов, на которых вели работу специалисты организации «СОЮЗЛИФТМОНТАЖ».
Начиная с 1962 года «СОЮЗЛИФТМОНТАЖ» осуществляет монтаж подвесных канатных дорог на промышленных, горнообогатительных комбинатах и в горных курортах. В эксплуатацию введены более 150 канатных дорог общей протяженностью в около 200 километров. Это грузовые дороги на горнообогатительных комбинатах в Солнечном (Хабаровский край), Кавалерово (Приморский край), Каджаране (Армения) и Тырныаузе (Кабардино-Балкария); пассажирские в Домбае, Приэльбрусье, Кисловодске, Сочи, в Карпатах и в других горных курортах России и стран СНГ.
Только в последние годы сданы в эксплуатацию уникальные лифты в Кремле, в мемориальном комплексе на Поклонной горе, в высотных зданиях Государственной налоговой службы, Сбербанка РФ и Газпрома в г. Москве.
Лифты в высотных зданиях — последнее достижение мировой лифтостроительной техники.

## «Союзлифтмонтаж» сегодня
Сегодня закрытое акционерное общество «Союзлифтмонтаж» располагает разветвленной сетью специализированных монтажных организаций — это 14 филиалов и 16 дочерних обществ, объединяющих коллектив.
В 24 городах России действуют хорошо оснащенные производственно-комплектовочные базы, которые обеспечивают получение лифтов, их хранение, предмонтажную комплектацию, входной контроль качества и вывоз на объекты монтажа в технологической последовательности, а также ремонт оборудования, выпуск некоторых запасных частей для нужд технической эксплуатации десяти тысяч лифтов.
Действуя в тесном контакте с Госгортехнадзором России, его территориальными органами, а также лифтостроительными заводами, ЦКПБ по лифтам, инженерно-техническими центрами, Общество проводит работу по совершенствованию конструкций лифтов и разработке нормативно-технической документации.
В содружестве с заводами-изготовителями лифтов России, странах СНГ и ведущими лифтостроительными фирмами Запада специалисты ОАО «СОЮЗЛИФТМОНТАЖ» обеспечивают полный жизненный цикл лифта, включая следующие этапы:
поставка;
монтаж, наладка, сдача в эксплуатацию;
гарантийное обслуживание;
послегарантийное обслуживание;
диагностика по истечении назначенного срока службы;
модернизация;
реконструкция;
замена — демонтаж старого и монтаж нового лифта.

## Руководители
- Тридцать пять лет (до 1987 года) трест возглавлял один из основателей отечественного лифтостроения — Александр Иванович Обухов, заслуженный строитель Российской Федерации.
- С 1987 по 2006 год — Эдуард Максимович Волошин.
- С 2006 по 2008 год — Леонид Александрович Матвеев.
- В настоящее время ЗАО «Союзлифтмонтаж» возглавляет Сергей Владимирович Тутыхин.

## Заслуженные работники
Около шестисот работников организаций Общества удостоены государственных наград.
Указом № 357 Президента России от 16 марта 1999 г. награждены:
орденом «За заслуги перед Отечеством» IV степени — Волошин Эдуард Максимович — Генеральный директор ОАО «Союзлифтмонтаж»;
орденом «Дружбы» — Райков Евгений Иванович — главный инженер ОАО «Союзлифтмонтаж».
Звание "Заслуженный строитель Республики" присвоено Волошину Э. М., Райкову Е. И., Журкину С. С., Скоморохе П. А., Видилину Б. А., Починскому В. А., Брякову В. К., Михайлову В. И., Алейникову З. М., Черкашину В. И., Серебрянскому В. И., Мечету Н. Н., Николаенко Н. С., Ворохобову Ю. С., Морозову В. В., Усатову А. Г., Скоморохе А. А.
В Обществе действует отработанная система подготовки и повышения квалификации кадров, что даёт возможность соединить энергию молодых с опытом кадровых специалистов.

В настоящее время «СОЮЗЛИФТМОНТАЖ» работает по всей России, осуществляя весь комплекс работ, связанных с установкой подъёмно-транспортного оборудования: проектные работы, поставка оборудования, демонтажные, монтажные и строительные работы, последующее техническое обслуживание.